# Mabela Martínez
Mabel María Rocío Martínez Woodman (Lima, 4 de agosto de 1960), más conocida como Mabela Martínez, es una presentadora, nadadora, productora y difusora cultural peruana. Es una de las especialistas e investigadoras musicales reconocidas en el Perú. 

## Biografía
Nacida bajo el nombre de Mabel, en sus primeros años interpretó música rock y folk rock. Su madre le sugirió el nombre artístico Mabela, que posteriormente adoptó.
Posteriormente, Martínez ingresó en la Facultad de Artes de la Pontificia Universidad Católica del Perú, aunque no culminó sus estudios. Inició su trayectoria profesional como reportera en Radio Canadá Internacional. En el ámbito radiofónico, se desempeñó como presentadora en Telestereo entre 1983 y 1988, con una breve incursión en el género jazz.
Martínez fundó su propio programa musical Sonidos del mundo. Bajo ese nombre, asumió también como productora del espectáculo Sonidos del mundo en concierto, que reunió a músicos como Luis Salinas, Lucho González y Miki González en 2004; de la gira musical Tenores, su también creación y que experimenta el género líricos con otros; y los discos de antología de música criolla. Siendo este último que destaca al disco A Chabuca, en homenaje a Chabuca Granda y nominado a los premios Grammy Latino.
En 2019, colaboró para la producción y letra de la canción «El Perú soy yo», con el actor juvenil Ray del Castillo como intérprete.

## Sonidos del mundo
Desde 1995 conduce su programa radial y televisivo de difusión musical Sonidos del mundo (originalmente llamado Sonidos del mundo desde Vancouver). Fue emitido en Plus TV (1995-1998, 2006-2012). Mientras que en otros años se asentó en Radio Filarmonía, Stereo 100 y TV Perú (2003-2005 y desde 2013).
El programa se inició cuando Martínez residía en Canadá y quería hacer una experiencia radiofónica similar a las emisoras de Lima. En este espacio, se analiza el panorama musical mundial, los estilos y sus instrumentos, e incluye entrevistas a músicos del ámbito nacional e internacional como Cesária Évora, Ketama, Jorge Drexler, Maria Rita, entre otros. También se analiza a peruanos en el mundo, como elogió el periódico Expreso en 2008, que consideró esta producción como «el único espacio televisivo y radial que toma el pulso de la buena música que se viene produciendo en el Perú en sus diversas variantes». Para ganarse la simpatía del público, Martínez seleccionaba en cada episodio una canción digerible, otra aún más accesible, una más compleja, y luego repetía la fórmula con dos temas pegadizos.
Su programa audiovisual cuenta con un catálogo de entre 6000 y 7000 álbumes de estudio. Además, al igual que los programas Miski Takiy (música vernácula de la sierra peruana) y Una y mil voces (música criolla y afroperuana de la costa peruana), promueve a talentos de géneros experimentales que aun no están en la mira comercial. El espacio televisivo fue nominado a los Premios Luces de 2005 como «Mejor programa musical» y de 2022 como «Mejor programa educativo/cultural» por el El Comercio.

## Discografía
Nota: Los discos son atribuidos junto a Susana Roca Rey.
- Desc.: Guardia vieja, Guardia nueva. Vol. 1[32]
- 2005: Guardia vieja, Guardia nueva. Vol. 2[32]
- 2017: A Chabuca[14]
- 2020: A Chabuca 2[33]